# Harmannsdorf (Niederösterreich)
Harmannsdorf ist eine Marktgemeinde mit 4142 Einwohnern (Stand 1. Jänner 2025) im Bezirk Korneuburg in Niederösterreich.

## Geografie
Harmannsdorf liegt etwa 5 km nördlich von Korneuburg im Hügelland des Weinviertels in Niederösterreich. Die Fläche der Marktgemeinde umfasst 55,55 Quadratkilometer. 27,59 Prozent der Fläche sind bewaldet. Ein Großteil des Waldanteils entfällt auf den Rohrwald.
Entwässert wird das Gemeindegebiet vom Donaugraben, der im Norden als Mühlbach entspringt und weiter im Süden in die Donau mündet.

### Gemeindegliederung

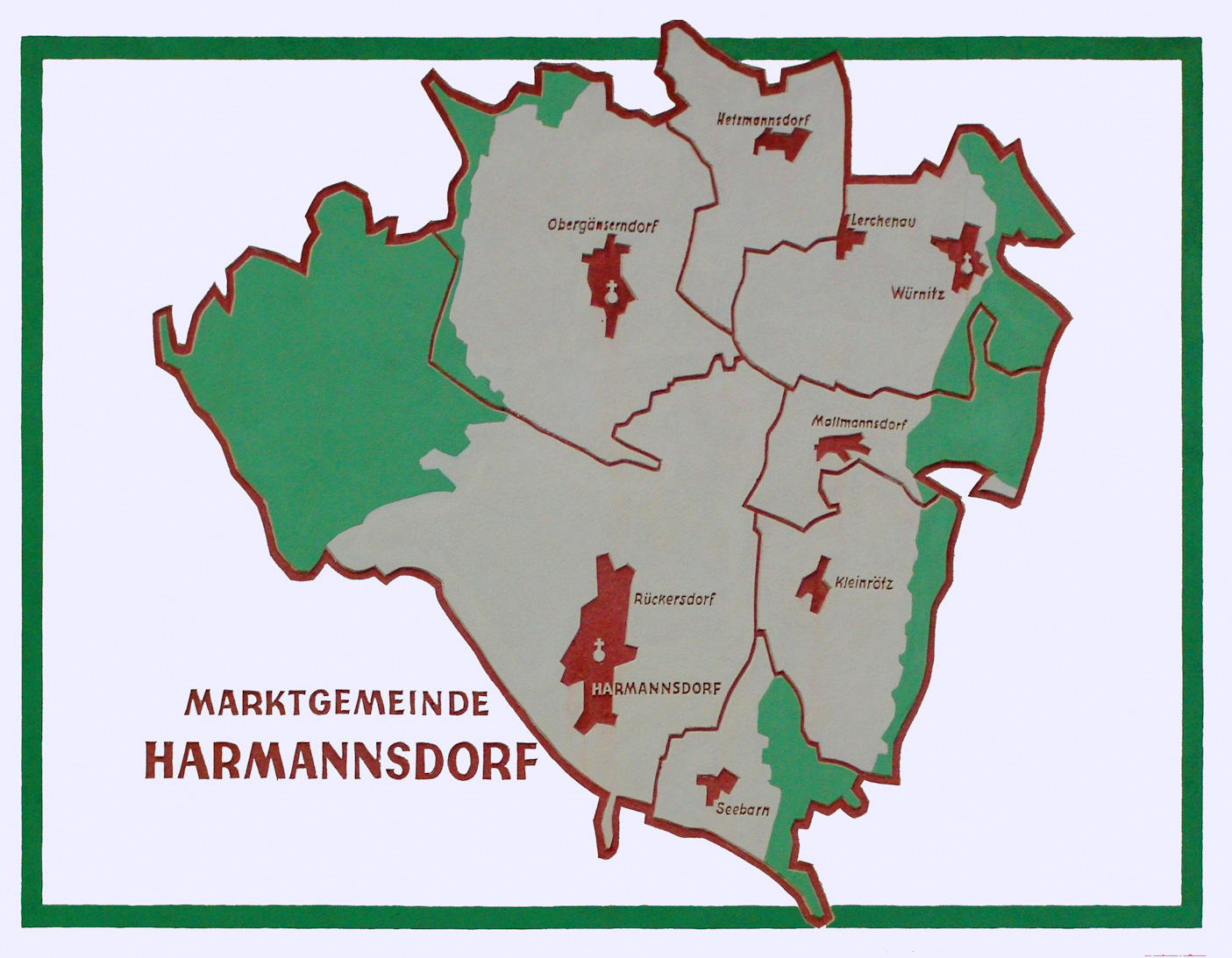
Plan Harmannsdorf

Gemeinde Harmannsdorf um 1873

Das Gemeindegebiet umfasst folgende neun Ortschaften (in Klammern Einwohnerzahl Stand 1. Jänner 2025):
- Harmannsdorf (640)
- Hetzmannsdorf (301)
- Kleinrötz (362)
- Lerchenau (0)
- Mollmannsdorf (303)
- Obergänserndorf (685)
- Rückersdorf (649) samt Rückersdorf-Harmannsdorf-Bahnstation
- Seebarn (220)
- Würnitz (982)

Die Ortschaften Harmannsdorf und Rückersdorf sind zusammengewachsen. Die Gemeinde besteht aus den 7 Katastralgemeinden Hetzmannsdorf, Kleinrötz, Mollmannsdorf, Obergänserndorf, Rückersdorf, Seebarn und Würnitz.

### Nachbargemeinden
| Niederhollabrunn | Großrußbach                                 | Kreuttal (Bez. Mistelbach)                                                                                 |
|                  | Kompassrose, die auf Nachbargemeinden zeigt | Ulrichskirchen-Schleinbach (Bez. Mistelbach) Wolkersdorf (Bez. Mistelbach) Großebersdorf (Bez. Mistelbach) |
| Leobendorf       | Stetten                                     | Enzersfeld                                                                                                 |

## Geschichte

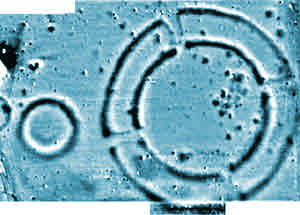
Kreisgrabenanlage von Kleinroetz

Rückersdorf und Harmannsdorf wurden nachweisbar im Jahre 1113 erstmals mit den Namen Roukerisdorf und Hadmarisdorf urkundlich erwähnt. Die Namen der beiden Orte gehen auf deutsche Personennamen zurück. Harmannsdorf auf Hadmar und Rückersdorf auf Routker, Roudger, Rüdiger. Rückersdorf hat den Namensursprung nicht von „rücken“ oder „hereinrücken“, wie es in einer Sage geschildert wird. Möglicherweise flüchtete aber ein Teil der Bevölkerung des damals im Rohrwald angesiedelten Wielandsdorf Ende des 15. Jahrhunderts nach Rückersdorf. Im Laufe der Jahrhunderte nahmen die beiden Ortschaften sowohl an Größe als auch an Bedeutung zu.
Beide Siedlungen waren bis zur Bauernbefreiung im Jahre 1848 im Besitz des Stiftes Klosterneuburg. 1849 wurden die Gemeinden selbstständig, und die Gemeindevertreter und der Bürgermeister werden frei gewählt. Harmannsdorf's erster Bürgermeister ist Leopold Nägerl, Harmannsdorf Nr. 34. Von 25. Mai bis 23. Oktober 1875 wurde die Volksschule in Harmannsdorf errichtet und anfänglich mit drei Klassen geführt. 1884 wurde die Freiwillige Feuerwehr Rückersdorf-Harmannsdorf gegründet. Erster Hauptmann ist Ferdinand Holzer, Rückersdorf. Weil der durch Rückersdorf fließende Donaugraben oft über die Ufer trat und erheblichen Schaden anrichtete, wurde 1894 östlich von Rückersdorf, „hinter der Hinterzeile“ (Mühlgasse) ein sogenanntes Entlastungsgerinne geschaffen.
Am 26. November 1904 wurde die Landesbahn Korneuburg-Hohenau feierlich eröffnet. Von 1919 bis 1925 wurden 382 ha Ackerflächen drainagiert. Im Jahre 1940 wurde der Kindergarten in Harmannsdorf als Erntekindergarten eröffnet.
Von 17. April bis 8. Mai 1945 verlief mitten durch die Gemeinde die Hauptkampflinie der letzten Kriegstage des Zweiten Weltkriegs. Die Kampfgruppe Panzergrenadier-Regiment 114 der 6. Panzer-Division löste sich aus der Front und wurde von der Führer-Granadier-Division abgelöst. Die sowjetischen Truppen drangen, von Stetten kommend, in Rückersdorf-Harmannsdorf ein. Die Wehrmacht hatte sich neben Führer-Begleit-Bataillon mit dem SS-Panzergrenadier-Regiment 4 „Der Führer“ und dem SS-Begleit-Bataillon „Reichsführer“ am Rande des Rohrwalds verschanzt, die russischen Truppen östlich vom Rohrwald am Nirschbrunnberg. In der Volksschule wird ein Feldlazarett eingerichtet. Die Bevölkerung vergräbt oder versteckt Kleider, Wertgegenstände und Lebensmittel und suchte in den Kellern Schutz. Verlassene Häuser wurden vielfach gänzlich geplündert. Im Zuge der Stellungskämpfe kamen 50 deutsche, 16 sowjetische Soldaten und vier Zivilisten ums Leben. Auf Initiative einiger damals junger Rückersdorfer, die für die russischen Truppen Schützengräben ausheben mussten, wurde an der Stelle der Frontlinie ein Frontgedenkstein errichtet und am 21. Juni 1970 feierlich enthüllt.
Am 30. Juni 1963 wurde Harmannsdorf vom damaligen Landeshauptmann Leopold Figl zur Marktgemeinde erhoben. 1967/1968 wurden abermals 57 ha Restflächen mit damaligen Kosten von 15 Millionen Schilling drainagiert. Von 1967 bis 1969 erfolgte in Rückersdorf-Harmannsdorf die Grundzusammenlegung von 1200 ha Ackerland. Aus 4785 Parzellen vor der Kommassierung wurden 1370 Parzellen. Im Herbst 1968 wurde mit dem Bau der Josef-Robl-Hauptschule Harmannsdorf begonnen. Ab 1. Jänner 1972 Zusammenschluss zur Großgemeinde Harmannsdorf. Es betraf zunächst Rückersdorf, Kleinrötz, Mollmannsdorf, Obergänserndorf, Hetzmannsdorf, Seebarn. 1975 kam dann noch Würnitz mit Lerchenau dazu, das seit dem 12. Jahrhundert als Herrschaftssitz urkundlich belegt ist; das Schloss Würnitz wurde jedoch nach mehreren Besitzerwechseln 1880 fast vollständig abgetragen (heutige Adressen Schlossgasse 5, 6, 7).
Seit 2006 ist Harmannsdorf Mitglied des Regionalentwicklungsvereins 10 vor Wien.
Ende 2023 wurde das Regenrückhaltebecken des Donaugrabens, welches gemeinsam mit der Umfahrungstrasse realisiert wurde fertig gestellt. Im Juni 2021 begannen die Bauarbeiten für die Umfahrung Harmannsdorf-Tresdorf.

### Bevölkerungsentwicklung
| Harmannsdorf: Einwohnerzahlen von 1869 bis 2025     | Harmannsdorf: Einwohnerzahlen von 1869 bis 2025 | Harmannsdorf: Einwohnerzahlen von 1869 bis 2025 | Harmannsdorf: Einwohnerzahlen von 1869 bis 2025 | Harmannsdorf: Einwohnerzahlen von 1869 bis 2025 |
| --------------------------------------------------- | ----------------------------------------------- | ----------------------------------------------- | ----------------------------------------------- | ----------------------------------------------- |
| Jahr                                                |                                                 |                                                 |                                                 | Einwohner                                       |
| 1869                                                | 1869                                            |                                                 | 3.135                                           | 3.135                                           |
| 1880                                                | 1880                                            |                                                 | 3.276                                           | 3.276                                           |
| 1890                                                | 1890                                            |                                                 | 3.426                                           | 3.426                                           |
| 1900                                                | 1900                                            |                                                 | 3.405                                           | 3.405                                           |
| 1910                                                | 1910                                            |                                                 | 3.528                                           | 3.528                                           |
| 1923                                                | 1923                                            |                                                 | 3.592                                           | 3.592                                           |
| 1934                                                | 1934                                            |                                                 | 3.558                                           | 3.558                                           |
| 1939                                                | 1939                                            |                                                 | 3.391                                           | 3.391                                           |
| 1951                                                | 1951                                            |                                                 | 3.130                                           | 3.130                                           |
| 1961                                                | 1961                                            |                                                 | 2.851                                           | 2.851                                           |
| 1971                                                | 1971                                            |                                                 | 2.765                                           | 2.765                                           |
| 1981                                                | 1981                                            |                                                 | 2.875                                           | 2.875                                           |
| 1991                                                | 1991                                            |                                                 | 3.241                                           | 3.241                                           |
| 2001                                                | 2001                                            |                                                 | 3.514                                           | 3.514                                           |
| 2011                                                | 2011                                            |                                                 | 3.881                                           | 3.881                                           |
| 2021                                                | 2021                                            |                                                 | 4.058                                           | 4.058                                           |
| 2025                                                | 2025                                            |                                                 | 4.142                                           | 4.142                                           |
| Quelle(n): Statistik Austria, Gebietsstand 1.1.2021 |                                                 |                                                 |                                                 |                                                 |

Die Wanderbewegung in den Speckgürtel rund um Wien hat in den 1990er Jahren auch verstärkt den Norden von Wien erreicht. War die Geburtenbilanz in Harmannsdorf viele Jahre negativ, gab es wegen der stark positiven Wanderungsbilanz insgesamt starke Zuwächse bei der Bevölkerungszahl: In den Jahren 2001 bis 2011 zogen um 360 Personen mehr nach Harmannsdorf als von Harmannsdorf weg.
Im Jahr 1991 lebten 920 Familien, 2001 bereits 1052 Familien in der Gemeinde Harmannsdorf. 1991 gab es in der Großgemeinde 1525 Gebäude, bis 2001 stieg die Zahl der Gebäude auf 1720.

## Kultur und Sehenswürdigkeiten

### Bauwerke

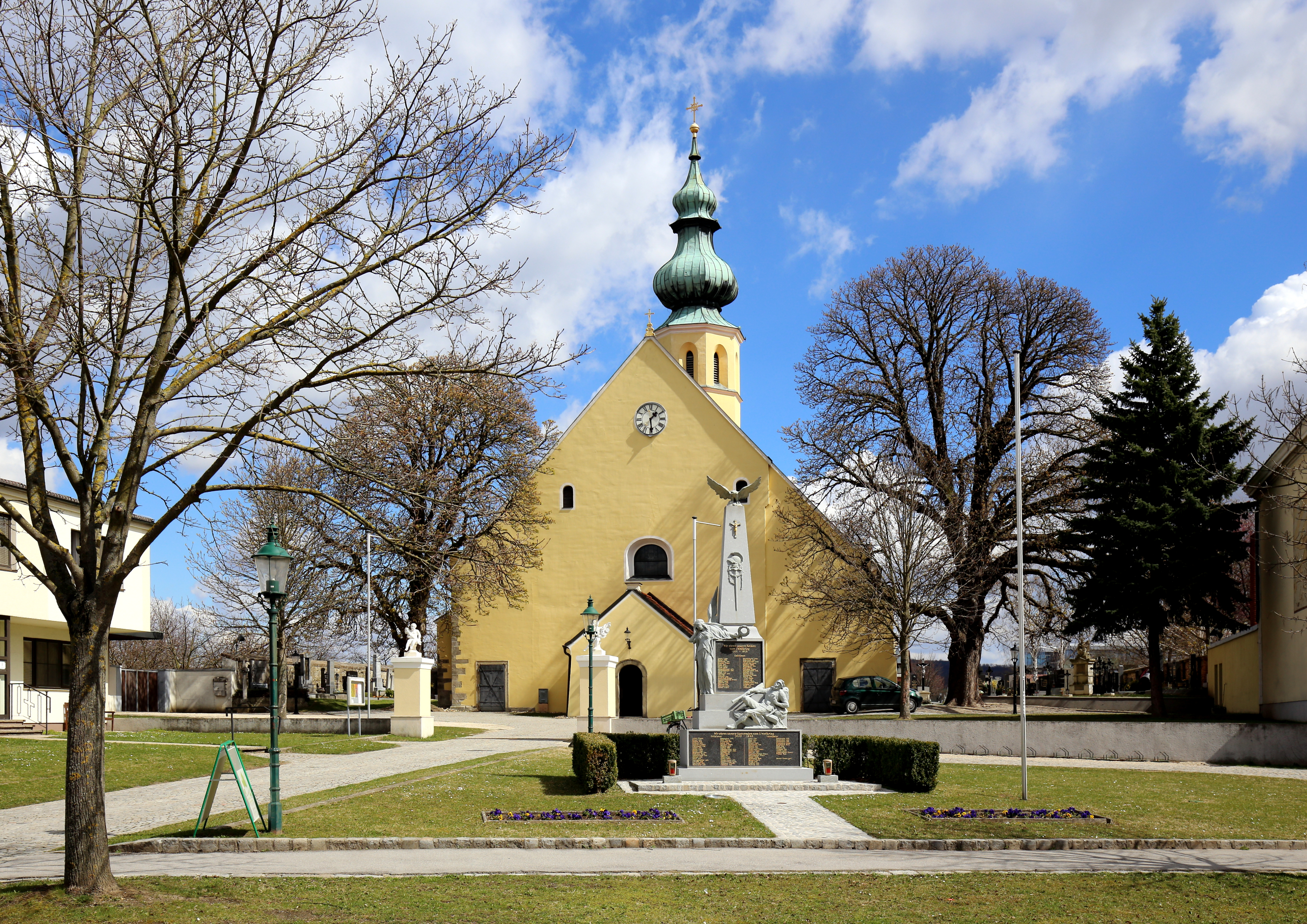
Pfarrkirche Harmannsdorf in Rückersdorf

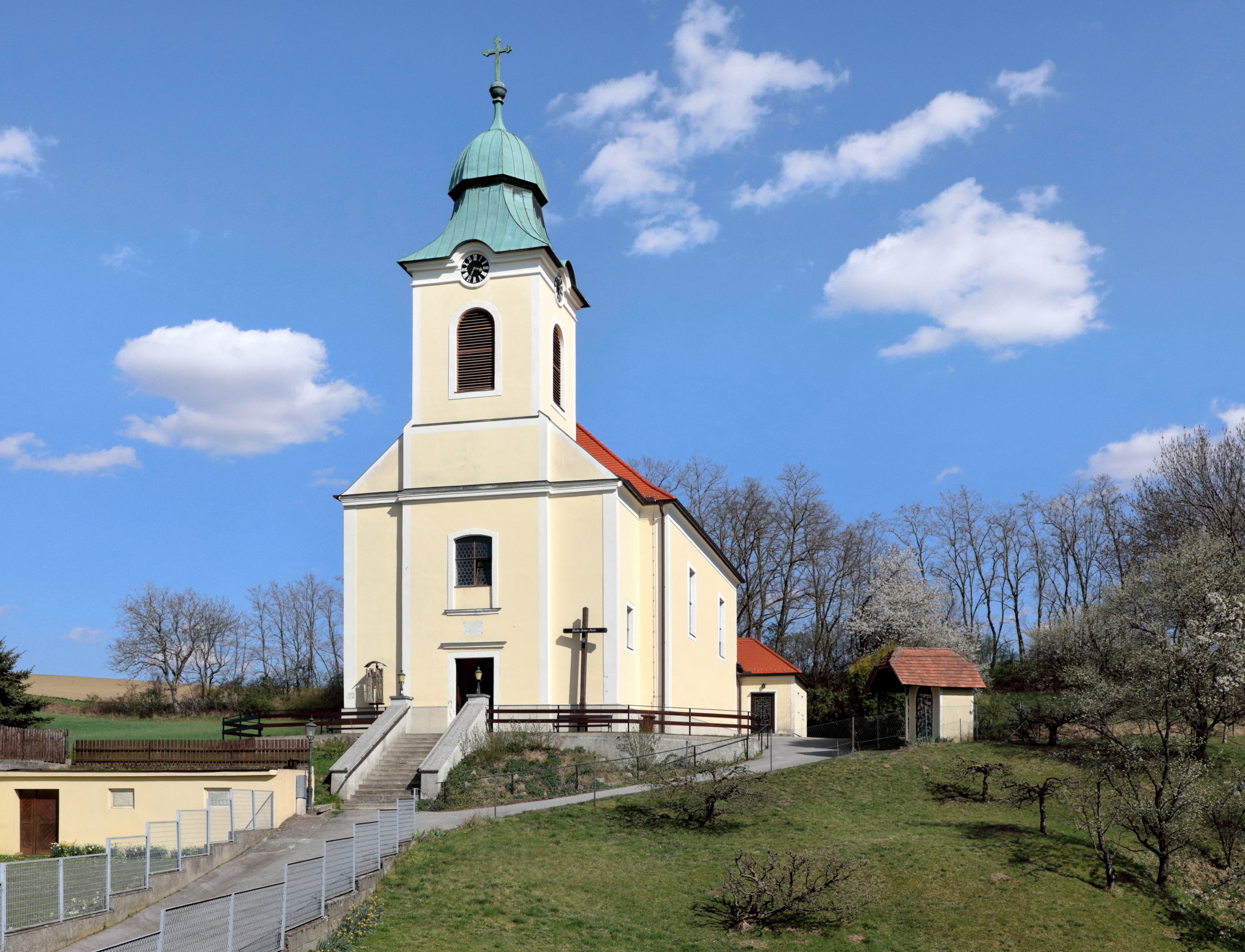
Pfarrkirche hl. Barbara in Obergänserndorf

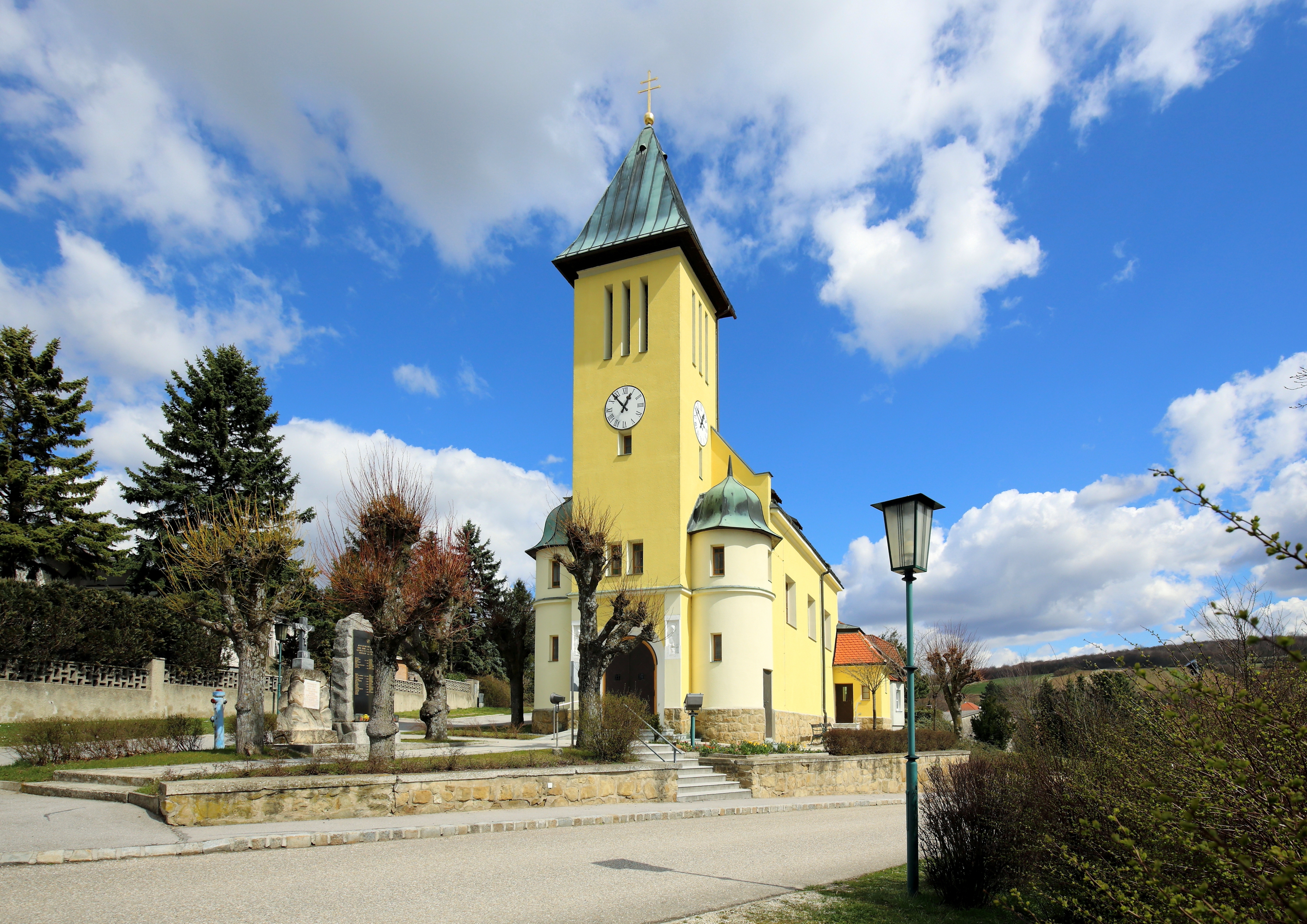
Filialkirche Kleinrötz

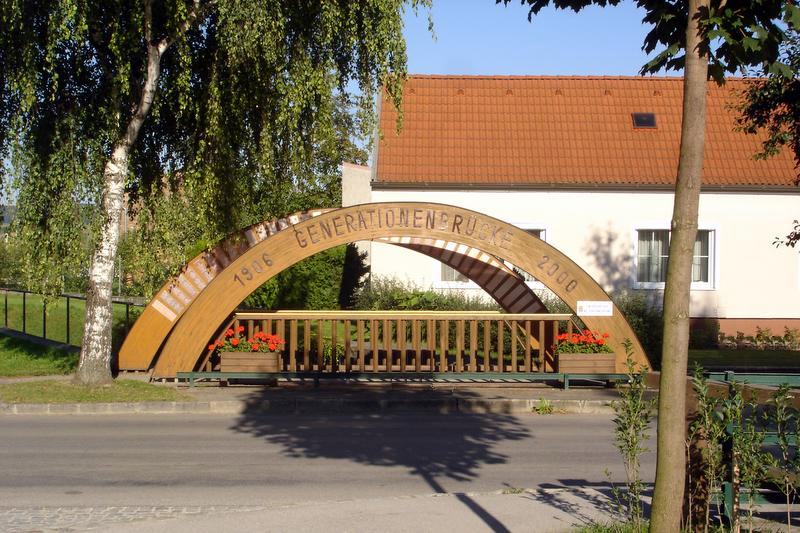
Generationenbrücke Rückersdorf

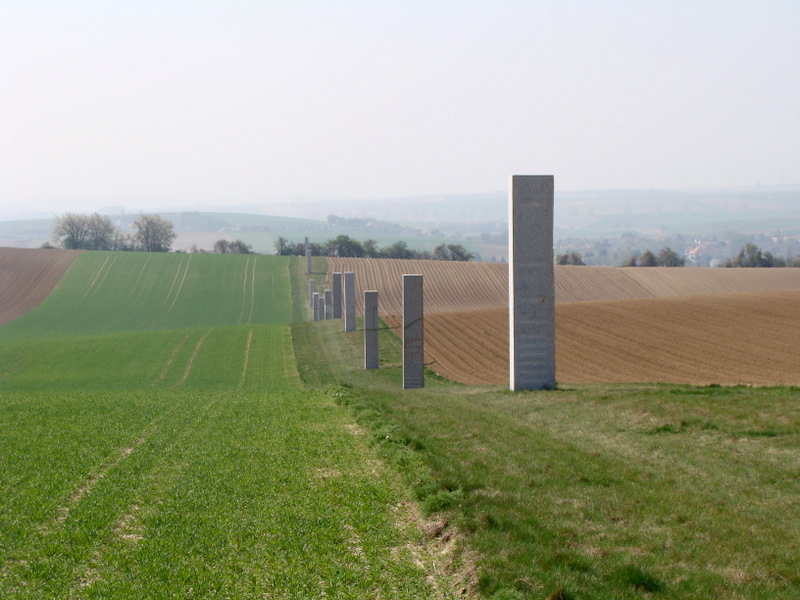
Kunstfeld Hetzmannsdorf

- Die Pfarrkirche Harmannsdorf in Rückersdorf ist urkundlich 1282 und 1285 genannt. Ein älterer romanischer Langhausbau (7,9 mal 15,8 m) ist teilweise noch erhalten geblieben. Anlässlich der Innenrenovierung 1978 wurden die romanischen Fundamente der Kirche freigelegt, welche nach Schätzungen spätestens 1217 errichtet wurden. Im Jahre 1689 wurde das Gotteshaus, außer dem Altarraum und der gotischen Kapelle auf der Südseite in barocken Stilformen umgestaltet.
- Die Pfarrkirche Obergänserndorf wurde nach der Pfarrgründung 1784 erst im Jahre 1813 erbaut. Der derzeitige Pfarrer ist Stanislaw Zawila.
- Die Pfarrkirche Würnitz wurde 1971 nach Plänen des Architekten Erwin Plevan unter Einbezug des Kirchturmes vom Vorgängerbau errichtet.
- Die Filialkirche Kleinrötz (Hlgst. Dreifaltigkeit) wurde 1907 errichtet, 1927 renoviert und von 1968 bis 1971 umgebaut. 1933 wurde in ihr die alte Orgel der Alt-Ottakringer Pfarrkirche aufgestellt.
- Generationenbrücke (Rückersdorf): Die Generationenbrücke ist eine zum Jahrtausendwechsel erbaute Holzbrücke über den Donaugraben in Rückersdorf. Auf den Bögen dieser Brücke befinden sich 76 Tafeln mit den Namen jener 1244 Einwohner, die zum Stichtag des 1. Jänner 2001 in Harmannsdorf-Rückersdorf wohnhaft waren. Die Namen auf den metallenen Tafeln sind dem Geburtsjahr nach geordnet. Die Generationenbrücke soll neben dem Jahrtausendwechsel auch die Verbundenheit der älteren Generationen mit der Jugend ausdrücken.
- Frontgedenkstein (Rückersdorf): Der Frontgedenkstein an der Waldstraße von Rückersdorf nach Oberrohrbach an der Landesstraße 32 befindet sich dort, wo am Ende des Zweiten Weltkrieges vom 17. April bis 8. Mai 1945 die Front verlief und soll auch die kommenden Generationen an die schrecklichen Fronttage erinnern.
- Kunstfeld Hetzmannsdorf: Das Kunstfeld gehört zur Land Art Kunstströmung und liegt unmittelbar neben der Laaer Straße nahe der Ortschaft Hetzmannsdorf.
- Sonnenrad (Hetzmannsdorf): Das Sonnenrad steht ebenfalls unmittelbar neben der Laaer Straße nahe der Ortschaft Hetzmannsdorf unweit vom Kunstfeld Hetzmannsdorf. Das gelborange gestrichene Rad von Künstler Gerhard Kohlbauer aus Bruderndorf hat eine Höhe von etwa 5,5 Metern, eine Breite von etwa einem Meter und ein Gewicht von 2.500 kg. Es soll als Symbol für Sonne, Licht, Raum und Bewegung zu einer Auseinandersetzung mit dem Umfeld und der Landschaft führen. Durch die Begegnung im öffentlichen Raum wird Kunst in die Öffentlichkeit verlagert und kann von vielen Menschen gesehen werden.
- Schwedenhöhlen (Rohrwald, westlich von Harmannsdorf): Eine Sage erzählt, dass diese Erdlöcher im 17. Jahrhundert als Versteckplätze für die Bewohner der umliegenden Ortschaften gebaut wurden, kurz bevor der Schwedengeneral Torstenson die Stadt Korneuburg besetzte. Die Höhlen sind teilweise noch begehbar.[12]

### Sport
Führender Sportverein in Harmannsdorf ist die Union Harmannsdorf. Der Verein wurde 1972 gegründet und bietet seinen Mitgliedern mittlerweile zahlreiche Sportarten. Dazu werden unter anderem der Turnsaal der Volksschule, die Sporthalle und der Sportplatz der Hauptschule und der eigens errichtete Tennisplatz benutzt.

## Wirtschaft und Infrastruktur
Nichtlandwirtschaftliche Arbeitsstätten gab es im Jahr 1991 83, im Jahr 2001 113.

Land- und forstwirtschaftliche Betriebe nach der Erhebung 1995 139, im Jahr 1999 123.

Die Zahl der Erwerbstätigen am Wohnort betrug 1991 1528, nach der Volkszählung 2001 1630. Die Erwerbsquote lag 1999 bei 48,78, im Jahr 2001 bei 48,55 Prozent.

### Verkehr

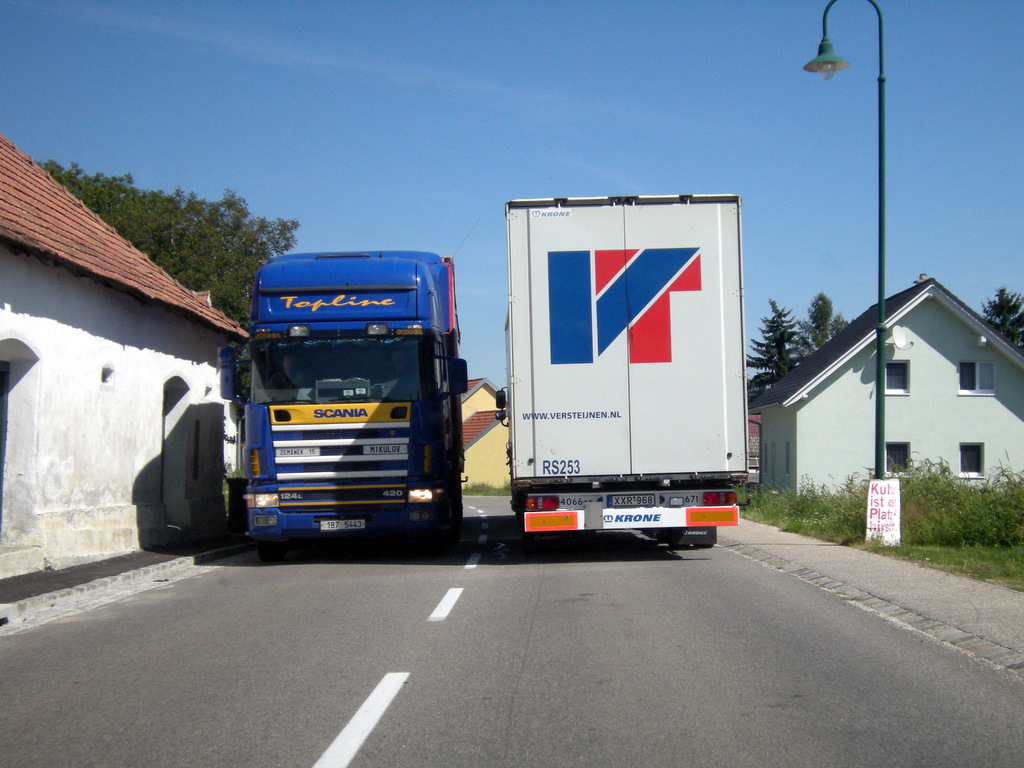
Transit LKW auf der Laaer Straße

Rückersdorf-Harmannsdorf lag an der Laaer Straße (Landesstraße B6), auf welcher 2024 an Werktagen durchschnittlich über 10000 Kraftfahrzeuge, davon über 850 Lastwagen pro Tag (DTVw) fuhren. Seit 20. September 2024 entlastet die Umfahrung Harmannsdorf-Tresdorf den Ort vom Durchzugsverkehr.
Die Anbindung an das öffentliche Verkehrsnetz erfolgt durch eine ÖBB Buslinie und eine Dr.-Richard-Buslinie, die beide zum Bahnhof Korneuburg führen.
Die Lokalbahn Korneuburg–Hohenau hatte von 1904 bis 1988 Personenverkehr. Während viele Bahnhöfe an der Strecke an Private veräußert wurden, konnte der Bahnhof Rückersdorf-Harmannsdorf von der Gemeinde Harmannsdorf gekauft werden.

### Bildung

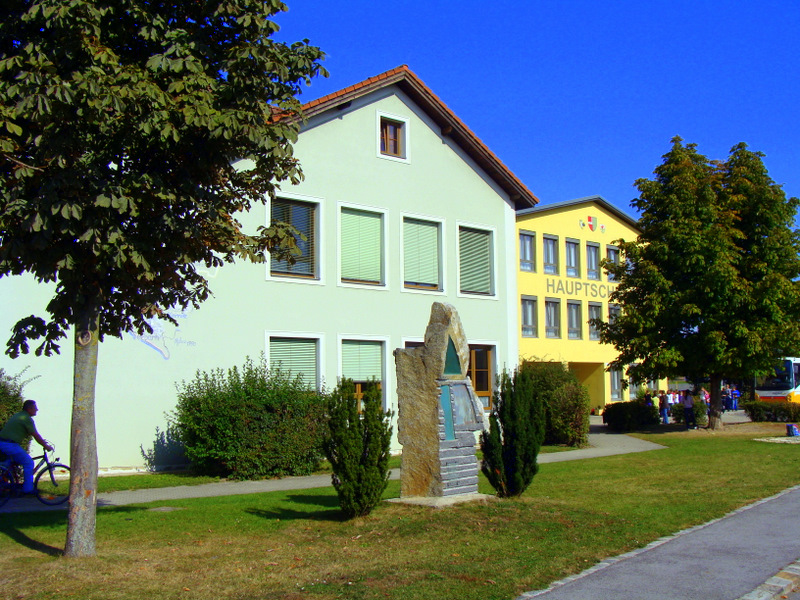
Volks- und Mittelschule 2009

Es gibt zwei Schulen in Harmannsdorf. Eine Volksschule, die gleich an der Mittelschule (ehem. Josef Robl Hauptschule) zugebaut ist.
Im Herbst 1968 wurde mit dem Bau der Josef Robl Hauptschule Harmannsdorf begonnen.
Bereits im Schuljahr 1969/70 wurde der Unterricht mit zwei ersten Klassen aufgenommen, wobei die beiden Klassen anfangs in der Volksschule sowie im Sitzungssaal der Gemeinde unterrichtet wurden.
Im Jänner 1970 übersiedelten die Klassen provisorisch in das neue Hauptschulgebäude, welches nach kaum eineinhalbjähriger Bauzeit am 30. August 1970 von Landeshauptmann Andreas Maurer eröffnet wurde.
Aufgrund akuter Raumnot fanden am 14. Mai 1987 die ersten Verhandlungen für einen Neubau der Volksschule neben der Hauptschule statt. Der Spatenstich erfolgte am 26. Juni 1988 und am 24. Juni 1990 schließlich die Eröffnung der neuen Volksschule.
2002 wurde die Hauptschule vergrößert und neu gestaltet. 2013/2014 erfolgte die Umwandlung in die Schulform Neue NÖ Mittelschule. Zwischen 2008 und 2010 bekam das Schulgebäude ein neues Dach und wurde thermisch saniert. Angeschlossen ist auch eine Tagesbetreuungsstätte für Pflichtschüler, die früher, seit 1998 vom Verein „Tagesheim Harmannsdorf“ geführt wurde und mittlerweile vom „NÖ Familienland“ betreut wird. Seit Schuljahr 2019/20 wird die „Neu Mittelschule“ wieder Mittelschule benannt und ein neues Beurteilungssystem eingeführt. Zwischen 2020 und 2021 wurde die Volksschule um Klassenräume und einen Turnsaal erweitert.
Der Kindergarten in Harmannsdorf wurde 1940 als Erntekindergarten eröffnet, damals noch an der Laaerstraße 46 im Hause Minnich. Später wurde er in die Ringgasse 28 verlegt und ab 1943 als Dauerkindergarten am Kirchenplatz 10 geführt. Im Jahre 1957 wurde der neu gebaute Kindergarten in der Kirchengasse im ehemaligen Pfarrgarten eröffnet. Nach dem Neubau der Volksschule neben der Hauptschule und deren Eröffnung am 24. Juni 1990 übersiedelte der Kindergarten Rückersdorf in die alte Volksschule neben der Kirche. Der ehemalige Kindergarten in der Kirchengasse wird seither vom Gemeindearzt  Kurt Reif benützt. Im September 2016 übersiedelte der Rückersdorfer Kindergarten in den neu gebauten Kindergarten neben der neuen NÖ Mittelschule.
Somit gibt es in der Marktgemeinde Harmannsdorf nunmehr drei Kindergärten, in Obergänserndorf, in Rückersdorf und seit 2010 auch in Würnitz.

### Gesundheit
Als erster Gemeindearzt von Harmannsdorf wurde 1876 Christoph Pein ernannt. Nach einigen Übergangsmedizinern wurde im vorigen Jahrhundert ab 1923 bis 1958 Medizinalrat Augustin Zbiral Gemeindearzt. Ihm folgte Medizinalrat Johann Porzer von 1958 bis 1987. Von 1987 bis 2021 waren Kurt Reif sowie Ingrid Eva Reif mit den Agenden des Gemeindearztes betraut.
Seit 2022 führen Barbara Trojan und Sylvia Szuka eine Praxis für Allgemeinmedizin in Rückersdorf. Der Zahnarzt Palman eröffnete seine Praxis 1991 in Rückersdorf.
In der Gemeinde gibt es zwei Fußballvereine, die in verschiedenen regionalen Ligen mitspielen, den FC Würnitz und die TSU NeuMed Obergänserndorf.

## Politik

### Gemeinderat
Der Gemeinderat hat 23 Mitglieder.
- Mit den Gemeinderatswahlen in Niederösterreich 1990 hatte der Gemeinderat folgende Verteilung: 14 ÖVP, 6 SPÖ und 3 FPÖ.
- Mit den Gemeinderatswahlen in Niederösterreich 1995 hatte der Gemeinderat folgende Verteilung: 12 ÖVP, 7 SPÖ und 4 FPÖ.[19]
- Mit den Gemeinderatswahlen in Niederösterreich 2000 hatte der Gemeinderat folgende Verteilung: 14 ÖVP, 7 SPÖ und 2 FPÖ.[20]
- Mit den Gemeinderatswahlen in Niederösterreich 2005 hatte der Gemeinderat folgende Verteilung: 14 ÖVP, 8 SPÖ und 1 FPÖ.[21]
- Mit den Gemeinderatswahlen in Niederösterreich 2010 hatte der Gemeinderat folgende Verteilung: 13 ÖVP, 7 SPÖ und 3 FPÖ.[22]
- Mit den Gemeinderatswahlen in Niederösterreich 2015 hatte der Gemeinderat folgende Verteilung: 12 ÖVP, 4 SPÖ, 4 FPÖ, 2 7-OBL (7-Orte Bürgerliste) und 1 Grüne.[23]
- Mit den Gemeinderatswahlen in Niederösterreich 2020 hat der Gemeinderat folgende Verteilung: 12 ÖVP, 5 SPÖ, 2 FPÖ, 2 7-OBL (7-Orte Bürgerliste) und 2 Grüne.[24]
- Mit den Gemeinderatswahlen in Niederösterreich 2025 hat der Gemeinderat folgende Verteilung: 17 ÖVP, 4 SPÖ, 3 FPÖ und 1 Grüne.[25]

### Bürgermeister
- von 1961 bis 1986 Johann Neumeyer (ÖVP)
- von 1987 bis 2009 Leopold Steindl (ÖVP)
- von 2009 bis 2023 Norbert Hendler (ÖVP)[26]
- seit 2023 Alexander Raicher (ÖVP)[3]

### Wappen
Im linken, roten Feld ist eine halbe silberne Sturzkrücke dargestellt. (Hälfte des Wappens des Stiftes Klosterneuburg)

Im rechten, grünen Feld befinden sich neun silberne Schrägrechtsfäden. Diese dokumentieren die Feldgrenzen und damit die landwirtschaftlichen Strukturen der Gemeinde Harmannsdorf.

## Persönlichkeiten
- Der Politiker und Schulleiter Hans Schuster (1866–1950) wurde in Mollmannsdorf geboren.
- Der Musiker Paul Fields (1943–2020) wurde hier geboren.
- Zum Ehrenbürger der Marktgemeinde Harmannsdorf wurden unter anderem Josef Robl (ehem. Präsident des NÖ Landtages), Pfarrer Edwin Weninger, Altbürgermeister Johann Neumeyer sowie Altbürgermeister Leopold Steindl ernannt.
- Träger des goldenen Ehrenringes der Marktgemeinde sind Altbürgermeister Leopold Steindl, AltGfGR Johann Hendler, AltVizebgm. Josef Maisser und AltGfGR Herbert Ulrich. Träger des silbernen Ehrenringes sind unter anderem Michael Keller, Johann Nägerl und Leopold Neumayer.
- Altbürgermeister Leopold Steindl wurde am 1. März 2011 das goldene Verdienstzeichen der Republik Österreich verliehen.[27]
- Familie Mannagetta von Lerchenau